# マガダン
マガダン（ロシア語: Магадан）はロシア連邦の都市。マガダン州の州都。オホーツク海に面する海港都市である。港は5月から12月まで使用可能。造船や漁業が盛ん。人口は約9万人。郊外にソコル空港を持つ。

## 歴史

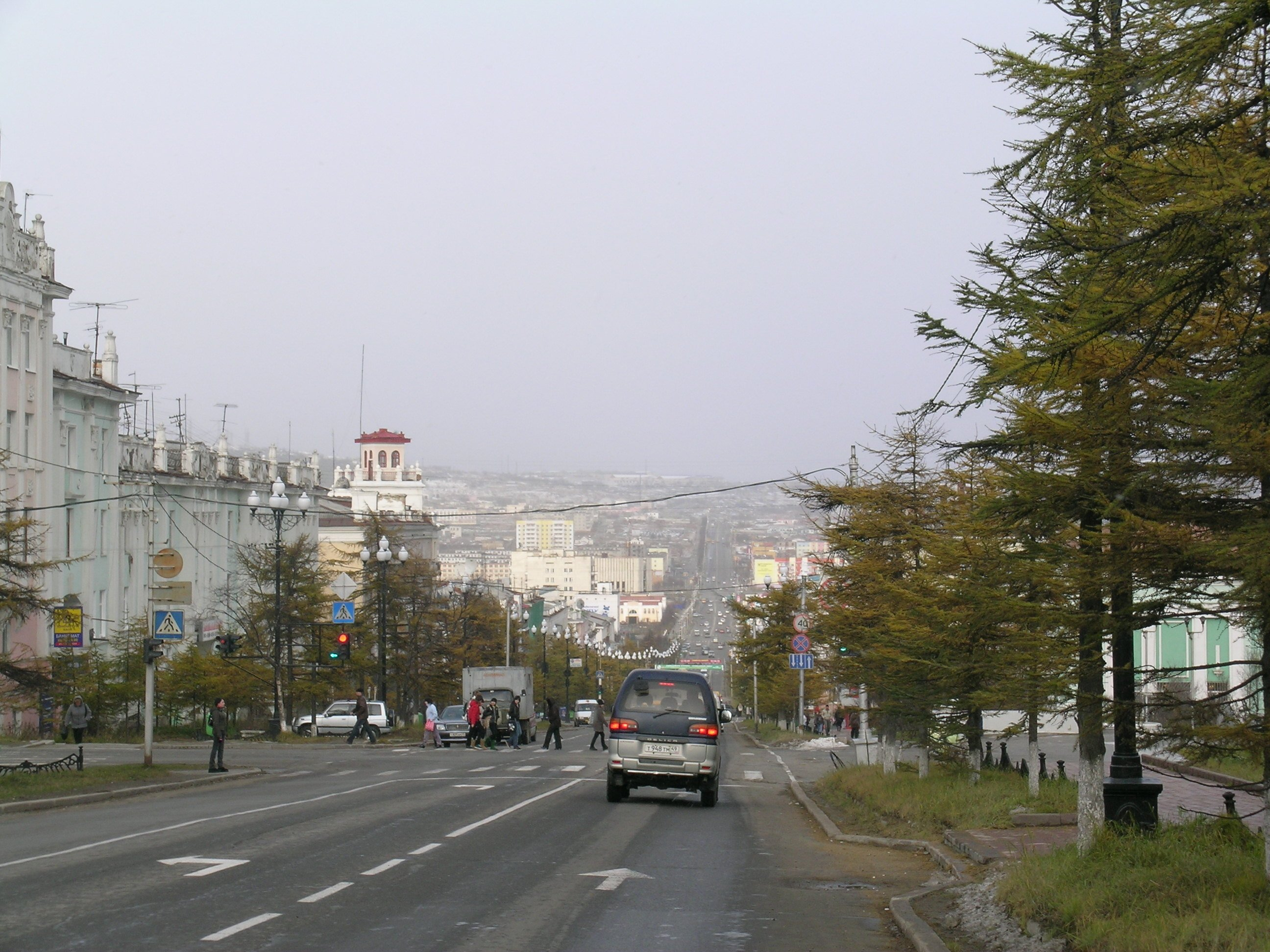
レーニン通り

20世紀初頭からロシア帝国は極東での資源探索を進めており、現在のマガダンから300km北のコリマ川上流に金の鉱山（コルィマ鉱山）を発見していたが、厳しい気候と不便な交通から開発は進まなかった。ソビエト連邦時代になってコルィマの開発計画が立てられ、オホーツク海北部のタウイ湾（タウイスカヤ湾）奥のナガエフ湾に港を作ってコルィマへの玄関とすることになった。こうして1929年にナガエフ湾岸の現在のマガダンの位置に町が建設された。
この町は極東の強制収容所や強制労働の拠点になった。1932年にはマガダンに流刑者の強制収容所が建設された。その後、300km北のコルィマ鉱山への道路がつくられ、さらに、1700km離れたヤクーツクとも道路で結ばれて、次第に市街地が形成された。1939年には正式に市となった。
1953年には新たに設置されたマガダン州の州都となった。スターリンの時代には、流刑者はまずインディギルカ号などの護送船でマガダンに送られ、強制労働に従事するべくここからシベリアの各地へ送られていった。1996年、犠牲者を悼む慰霊碑「悲しみのマスク」が建設された。
また、第二次世界大戦後には第855収容地区（ラーゲリ）が設置され、シベリア抑留の対象者となった日本人捕虜が収容された。捕虜は近隣のハッセン炭鉱などで強制労働に従事した。
その後、ペレストロイカによる対外開放の進展に伴い、外国人に開放された。経済混乱や僻地であることから人口の急減が起こり、1989年に15万人だった人口は2008年に9.6万人となっている。

## 気候
| マガダン (1991-2020)の気候 | マガダン (1991-2020)の気候 | マガダン (1991-2020)の気候 | マガダン (1991-2020)の気候 | マガダン (1991-2020)の気候 | マガダン (1991-2020)の気候 | マガダン (1991-2020)の気候 | マガダン (1991-2020)の気候 | マガダン (1991-2020)の気候 | マガダン (1991-2020)の気候 | マガダン (1991-2020)の気候 | マガダン (1991-2020)の気候 | マガダン (1991-2020)の気候 | マガダン (1991-2020)の気候 |
| 月                         | 1月                        | 2月                        | 3月                        | 4月                        | 5月                        | 6月                        | 7月                        | 8月                        | 9月                        | 10月                       | 11月                       | 12月                       | 年                         |
| -------------------------- | -------------------------- | -------------------------- | -------------------------- | -------------------------- | -------------------------- | -------------------------- | -------------------------- | -------------------------- | -------------------------- | -------------------------- | -------------------------- | -------------------------- | -------------------------- |
| 最高気温記録 °C （°F）     | 2.4 (36.3)                 | 3.2 (37.8)                 | 5.8 (42.4)                 | 9.7 (49.5)                 | 22.3 (72.1)                | 24.5 (76.1)                | 27.8 (82)                  | 26.1 (79)                  | 20.2 (68.4)                | 13.8 (56.8)                | 6.6 (43.9)                 | 3.6 (38.5)                 | 27.8 (82)                  |
| 平均最高気温 °C （°F）     | −13.3 (8.1)                | −12.5 (9.5)                | −7.5 (18.5)                | −1.1 (30)                  | 5.4 (41.7)                 | 11.5 (52.7)                | 15.1 (59.2)                | 15.1 (59.2)                | 10.8 (51.4)                | 2.1 (35.8)                 | −7.0 (19.4)                | −12.3 (9.9)                | 0.53 (32.95)               |
| 日平均気温 °C （°F）       | −15.6 (3.9)                | −15.4 (4.3)                | −10.9 (12.4)               | −4.1 (24.6)                | 2.2 (36)                   | 8.0 (46.4)                 | 12.1 (53.8)                | 12.2 (54)                  | 7.8 (46)                   | −0.7 (30.7)                | −9.5 (14.9)                | −14.5 (5.9)                | −2.37 (27.74)              |
| 平均最低気温 °C （°F）     | −17.8 (0)                  | −17.8 (0)                  | −13.9 (7)                  | −6.9 (19.6)                | −0.2 (31.6)                | 5.5 (41.9)                 | 9.9 (49.8)                 | 9.9 (49.8)                 | 5.3 (41.5)                 | −3.0 (26.6)                | −11.7 (10.9)               | −16.6 (2.1)                | −4.78 (23.4)               |
| 最低気温記録 °C （°F）     | −34.6 (−30.3)              | −33.3 (−27.9)              | −30.8 (−23.4)              | −23.5 (−10.3)              | −10.8 (12.6)               | −3.0 (26.6)                | 2.0 (35.6)                 | −1.0 (30.2)                | −6.3 (20.7)                | −21.1 (−6)                 | −26.9 (−16.4)              | −37.0 (−34.6)              | −37.0 (−34.6)              |
| 降水量 mm （inch）         | 18 (0.71)                  | 14 (0.55)                  | 21 (0.83)                  | 24 (0.94)                  | 40 (1.57)                  | 52 (2.05)                  | 67 (2.64)                  | 102 (4.02)                 | 85 (3.35)                  | 75 (2.95)                  | 61 (2.4)                   | 27 (1.06)                  | 586 (23.07)                |
| 降雪量 cm （inch）         | 26 (10.2)                  | 24 (9.4)                   | 25 (9.8)                   | 24 (9.4)                   | 9 (3.5)                    | 0 (0)                      | 0 (0)                      | 0 (0)                      | 0 (0)                      | 5 (2)                      | 23 (9.1)                   | 31 (12.2)                  | 167 (65.6)                 |
| 平均降雨日数               | 0.1                        | 0.3                        | 0.3                        | 2                          | 11                         | 17                         | 21                         | 20                         | 19                         | 10                         | 2                          | 0.1                        | 102.8                      |
| 平均降雪日数               | 16                         | 16                         | 16                         | 17                         | 12                         | 0                          | 0                          | 0                          | 1                          | 14                         | 19                         | 16                         | 127                        |
| % 湿度                     | 65                         | 64                         | 65                         | 71                         | 78                         | 82                         | 86                         | 83                         | 78                         | 69                         | 66                         | 64                         | 72.6                       |
| 平均月間日照時間           | 74                         | 127                        | 225                        | 228                        | 199                        | 217                        | 184                        | 169                        | 148                        | 131                        | 82                         | 41                         | 1,825                      |
| 出典1：Погода и Климат     |                            |                            |                            |                            |                            |                            |                            |                            |                            |                            |                            |                            |                            |
| 出典2：NOAA (日照)         |                            |                            |                            |                            |                            |                            |                            |                            |                            |                            |                            |                            |                            |

## 交通
シベリア鉄道のスコボロディノ駅からロシア連邦道路A360がその終点のヤクーツクまで来ていて、そこのレナ川対岸のニジュニー・ベスチャからマガダンまでロシア連邦道路R504（別名「コルィマ街道」）が通じている。マガダンへの鉄道ルートはなく、市内交通はバスが専らの足である。
ソコル空港からはウラジオストク便やモスクワ便などが運行されている。また、冬以外は海運も盛んである。

## 文化と宗教

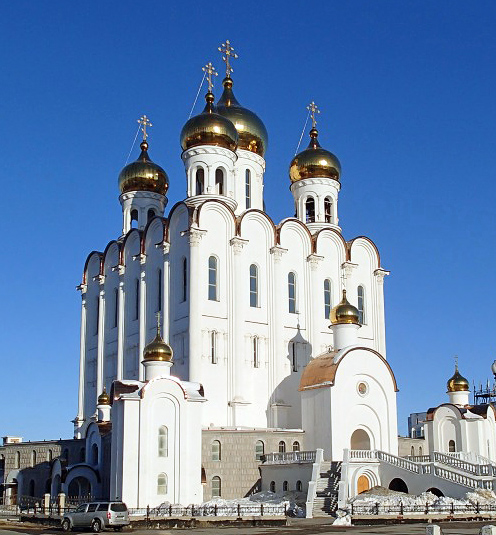
マガダン至聖三者大聖堂

マガダンには地区の人類学博物館、地区の地質学博物館、町の図書館などがあり、また大学もある。町中には、至聖三者大聖堂がそびえている。また最近カトリック・アンカレジ教区（Roman Catholic Archdiocese of Anchorage）に属するカトリック教会（参照：Church of the Nativity (Magadan)）もできている。エルンスト・ネイズヴェスヌイの巨大な彫刻「悲しみのマスク」（「Mask of Sorrow」）もこの町の丘の上にある。
マガダンは過去に強制労働キャンプの場所でもあり、ヴァルラーム・シャラーモフの小説でも扱われていて、またミハイル・クルーク（Mikhail Krug）の歌にも出てくる。

## 教育

### 大学
- 北東国立大学（СВГУ、もと北方国際大学 - ロシア語: СМУ）

## 日本との関係

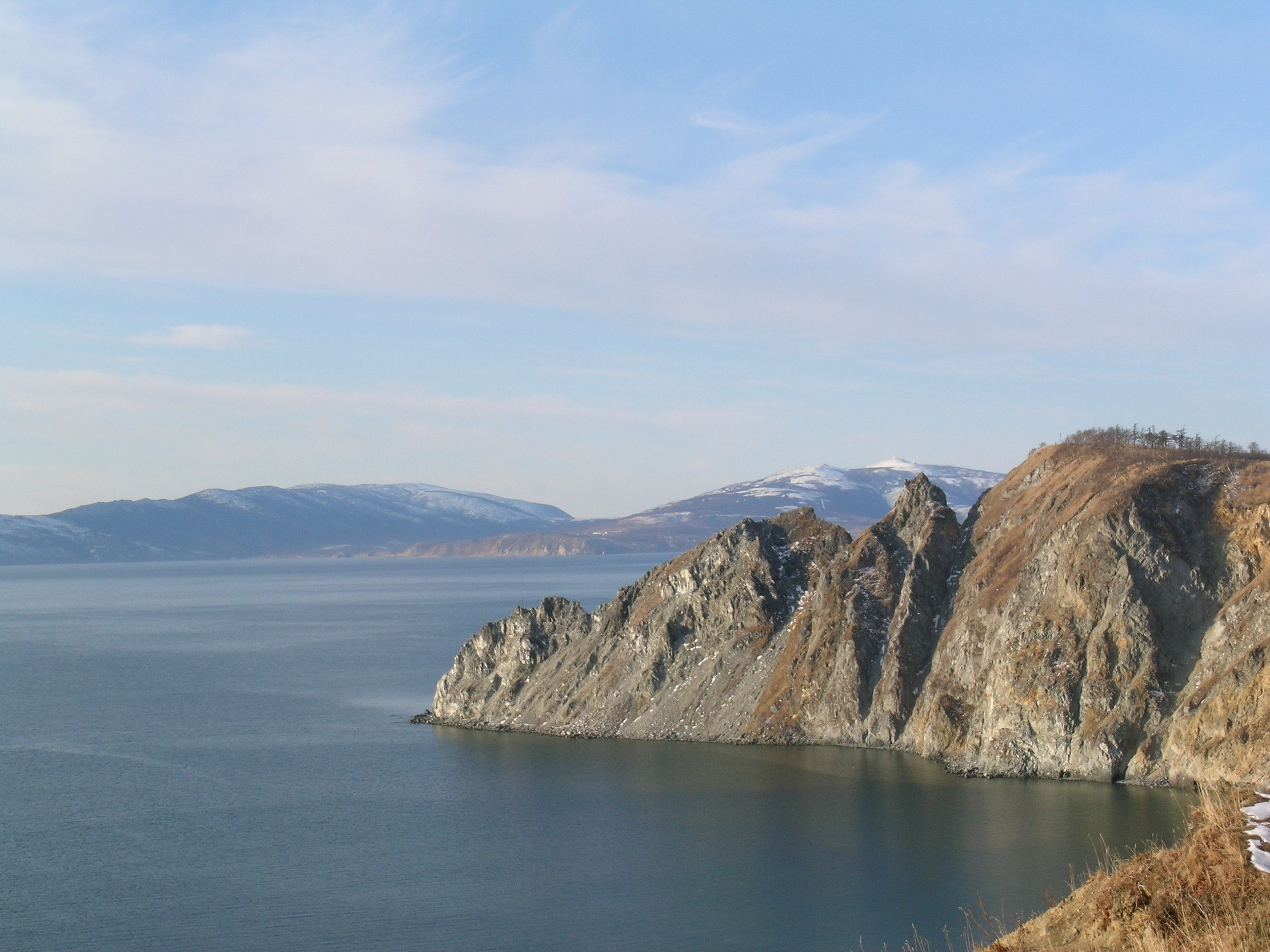
マガダン付近のオホーツク海（ナガエフ湾）

1945年にソビエトが対日参戦し、多くの日本人の将兵や民間人がソビエト領内に連行されるシベリア抑留が発生すると、マガダンはその移入地となった。日本人はここからコリマの金鉱などに送られ、多くは現地で死亡することになった。その後、1991年になって日本政府の遺骨調査団が初めて訪問した。
2003年には、日本人の自転車冒険家安東浩正がロシア北西部のバレンツ海沿岸都市ムルマンスクからマガダンまで冬季にマウンテンバイクで横断し、帰国後には第8回植村直己冒険賞を受賞した。
現在では、マガダン国際教育大学 (МГПИ) と北海道教育大学との間で協定が結ばれ、教職員や学生の交換留学が行われている。その後、マガダン国際教育大学を吸収合併した北方国立大学では、日本語講座も開設されている。

## 姉妹都市
- アンカレッジ、アメリカ合衆国 1991年
- 通化市、中国 1992年
- イェルガヴァ、ラトビア 2006年